# Championnat NCAA de football américain 2019
Navigation
Édition précédente Édition suivante
Le Championnat NCAA de football américain 2019 est la saison 2019 du championnat de football américain universitaire de Division I (FBS) organisé par la NCAA aux États-Unis. Il rassemble 130 équipes et débutera le 24 août 2019.
La saison régulière se termine le 14 décembre 2019 et la saison se termine le 13 janvier 2020 par la finale nationale (College Football Championship Game 2020) qui se déroule au Mercedes-Benz Superdome de La Nouvelle-Orléans en Louisiane. Les deux finalistes sont issus du tournoi réunissant les 4 meilleures équipes de la saison, celles-ci étant désignées par le Comité du College Football Playoff.
La date du 6 novembre 2019 coïncide avec le 150e anniversaire de ce qui est traditionnellement considéré comme le premier bowl de l'histoire universitaire, celui-ci ayant opposé en 1869 les équipes de Princeton et Rutgers. Plusieurs médias sportifs, la NCAA et le CFP célébreront cet anniversaire tout au long de la saison,.
La présente saison est considérée également comme la 150e saison de l'histoire du football universitaire, aucun match n'ayant été joué en 1871.

## Changements

### Changements dans les conférences
Au terme de la précédente saison, les Flames de Liberty ont terminé leur seconde année de transition de la FCS vers la FBS. Cette saison ils seront éligibles pour un bowl et seront considérés comme équipe Indépendante.

### Équipes en transition
Aucune.

### Nouveaux stades et rénovations
- Iowa reconstruit actuellement la end-zone nord du Kinnick Stadium. Cette rénovation à 89,9 millions de $ comporte l'ajout d'un nouveau marquoir, de places assises et de places club en plein air. Les travaux devraient être terminés pour le premier match de la saison des Hawkeyes à domicile[3]

- Liberty agrandi actuellement l'Arthur L. Williams Football Operations Center du Williams Stadium. Les travaux situés sur les côtés est et ouest du bâtiment porteront sa superficie à 75 000 m2. Ils devraient être terminés pour le début de la saison 2020 [4].

- Missouri reconstruit actuellement l'end-zone sud du Faurot Field. Les rénovations d'un coût de 98 millions de $ comprennent l'ajout de nouvelles suites, de nouveaux sièges ainsi qu'un nouveau club situé au niveau du terrain pouvant accueillir 750 personnes. La fin des travaux est prévue avant le début de la saison 2019[5].

- Old Dominion reconstruit les tribunes est et ouest du Ballard Stadium (en) pour un coût de 24,8 millions de $. La démolition de ces tribunes a débuté dès le dernier match à domicile de la saison 2018 et les travaux devraient être terminés à temps pour le premier match à domicile en 2019[6].

- Syracuse va débuter, pendant l'été 2019, une rénovation en deux phases du Carrier Dome pour un coût de 118 millions de $. Le plus gros des travaux de la première phase devraient être terminés pour le début de la saison 2020 (la toiture du stade qui était une structure gonflable sera remplacée par une toiture fixe semi transparente, un nouveau marquoir qui pourra être déplacé de façon optimale lors de la pratique du football américain et du basketball sera installé, la sonorisation sera améliorée avec ajout d'effets lumineux et l'accessibilité au stade sera adaptée pour les personnes à mobilité réduite). La seconde phase sera terminée en 2022 et visera l'installation de l'air conditionné, l'amélioration des accès et l'installation de nouveaux espaces de concession[7],[8].

#### Futures modifications
- South Alabama jouera sa dernière saison au Ladd Peebles Stadium. L'université a débuté en 2018 la construction de son nouveau stade, le Hancock Whitney Stadium (en), lequel se situera cette fois sur son campus. Le stade d'une capacité de 25 000 places devrait être opérationnel pour le début de la prochaine saison[9].

- Les propriétaires du Birmingham–Jefferson Civic Center ont décidé de commencer la construction du nouveau stade des Blazers de l'UAB, le Protective Stadium sur l'emplacement de l'ancien Birmingham–Jefferson Convention Complex (en) dès la deuxième partie de la saison 2019. Le nouveau complexe de 45 407 places devrait être inauguré en 2021[10].

- La saison 2019 devrait également être la dernière des Rebels d'UNLV au Sam Boyd Stadium. Dès 2020, les Rebels déménageront au Allegiant Stadium, situé plus proche de l'université, stade qu'ils partageront avec la franchise NFL relocalisée des Raiders de Las Vegas.

## Matchs particuliers

### Semaine zéro
La saison régulière débute le samedi 24 août avec deux matchs :
| Nom de l’événement         | Lieu                                    | Vainqueur                | Score   | Perdant               |
| -------------------------- | --------------------------------------- | ------------------------ | ------- | --------------------- |
| -                          | Aloha Stadium, Honolulu, Hawaï          | Rainbow Warriors d'Hawaï | 45 - 38 | Wildcats de l'Arizona |
| Camping World Kickoff (en) | Camping World Stadium, Orlando, Floride | #8 Hurricanes de Miami   | 24 - 20 | Gators de la Floride  |

### 1resemaine
La grande majorité des équipes FBS commencent leur saison lors du week-end de la Fête du Travail (Labor Day).
Trois sites neutres accueilleront les matchs suivants :
| Nom de l’événement            | Lieu                                                 | Vainqueur                        | Score   | Perdant                         |
| ----------------------------- | ---------------------------------------------------- | -------------------------------- | ------- | ------------------------------- |
| Belk Kickoff Game (en)        | Bank of America Stadium, Charlotte, Caroline du Nord | Tar Heels de la Caroline du Nord | 24 - 20 | Gamecocks de la Caroline du Sud |
| Advocare Classic (en)         | AT&T Stadium, Arlington, Texas                       | #16 Tigers d'Auburn              | 27 - 21 | #11 Ducks de l'Oregon           |
| Chick-fil-A Kickoff Game (en) | Mercedes-Benz Stadium, Atlanta, Géorgie              | #2 Crimson Tide de l'Alabama     | 42 - 03 | Blue Devils de Duke             |

### 3esemaine
Un match inaugural (kickoff game) supplémentaire a été ajouté en 3e semaine et s'est déroulé le vendredi 13 septembre :
| Nom de l’événement | Lieu                        | Vainqueur                       | Score   | Perdant            |
| ------------------ | --------------------------- | ------------------------------- | ------- | ------------------ |
| Texas Kickoff (en) | NRG Stadium, Houston, Texas | #20 Cougars de Washington State | 31 - 24 | Cougars de Houston |

## Résultats de la saison régulière
| Sigle | Signification                                                                                  |
| ----- | ---------------------------------------------------------------------------------------------- |
| §     | Co-champions de Conference                                                                     |
| ^     | Participant au College Football Playoff                                                        |
| †     | Champion de Conférence                                                                         |
| x     | Champion/co-champions de Division                                                              |
| ≈     | Inéligible pour un bowl d'après-saison à cause des règles de transition entre FCS et FBS       |
| ≈≈    | Inéligible pour un bowl d'après-saison à cause de sanctions (Academic Progress Rate Penalties) |

### Classement des conférences
| American Athletic Conference                                             |        |               |      |      |       |       |
| Équipe                                                                   | Équipe | Équipe        | Conf | Conf | Total | Total |
| Équipe                                                                   | Équipe | Équipe        | V    | D    | V     | D     |
| East                                                                     |        |               |      |      |       |       |
| #21                                                                      | xy     | Cincinnati    | 7    | 1    | 10    | 3     |
|                                                                          |        | UCF           | 6    | 2    | 9     | 3     |
|                                                                          |        | Temple        | 5    | 3    | 8     | 4     |
|                                                                          |        | South Florida | 2    | 6    | 4     | 8     |
|                                                                          |        | East Carolina | 1    | 7    | 4     | 8     |
|                                                                          |        | Connecticut   | 0    | 8    | 2     | 10    |
| West                                                                     |        |               |      |      |       |       |
| #17                                                                      | xy§    | Memphis       | 7    | 1    | 12    | 1     |
| # 23                                                                     | x      | Navy          | 7    | 1    | 10    | 2     |
|                                                                          |        | SMU           | 6    | 2    | 10    | 2     |
|                                                                          |        | Tulane        | 3    | 5    | 6     | 6     |
|                                                                          |        | Houston       | 2    | 7    | 4     | 7     |
|                                                                          |        | Tulsa         | 2    | 6    | 4     | 8     |
| Finale de Conférence le 7 déc. 2019 : #20 Cincinnati 24 - 29 #17 Memphis |        |               |      |      |       |       |

| Atlantic Coast Conference                                             |        |                      |      |      |       |       |
| Équipe                                                                | Équipe | Équipe               | Conf | Conf | Total | Total |
| Équipe                                                                | Équipe | Équipe               | V    | D    | V     | D     |
| Atlantic                                                              |        |                      |      |      |       |       |
| #3                                                                    | xy§^   | Clemson              | 8    | 0    | 13    | 0     |
|                                                                       |        | Louisville           | 5    | 3    | 7     | 5     |
|                                                                       |        | Wake Forest          | 4    | 4    | 8     | 4     |
|                                                                       |        | Florida State        | 4    | 4    | 6     | 6     |
|                                                                       |        | Boston College       | 4    | 4    | 6     | 6     |
|                                                                       |        | Syracuse             | 2    | 6    | 5     | 7     |
|                                                                       |        | North Carolina State | 1    | 7    | 4     | 8     |
| Coastal                                                               |        |                      |      |      |       |       |
| #24                                                                   | xy     | Virginia             | 6    | 2    | 9     | 4     |
|                                                                       |        | Virginia Tech        | 5    | 3    | 8     | 4     |
|                                                                       |        | Miami (FL)           | 4    | 4    | 6     | 6     |
|                                                                       |        | Pittsburgh           | 4    | 4    | 7     | 5     |
|                                                                       |        | North Carolina       | 4    | 4    | 6     | 6     |
|                                                                       |        | Duke                 | 3    | 5    | 5     | 7     |
|                                                                       |        | Georgia Tech         | 2    | 6    | 3     | 9     |
| Finale de Conférence le 7 déc. 2019 : #3 Clemson 62 - 17 #23 Virginia |        |                      |      |      |       |       |

| Big Ten Conference                                                       |        |                |      |      |       |       |
| Équipe                                                                   | Équipe | Équipe         | Conf | Conf | Total | Total |
| Équipe                                                                   | Équipe | Équipe         | V    | D    | V     | D     |
| East                                                                     |        |                |      |      |       |       |
| #2                                                                       | xy§^   | Ohio State     | 9    | 0    | 13    | 0     |
| #10                                                                      |        | Penn State     | 7    | 2    | 10    | 2     |
| #14                                                                      |        | Michigan       | 6    | 3    | 9     | 3     |
|                                                                          |        | Indiana        | 5    | 4    | 8     | 4     |
|                                                                          |        | Michigan State | 4    | 5    | 6     | 6     |
|                                                                          |        | Maryland       | 1    | 8    | 3     | 9     |
|                                                                          |        | Rutgers        | 0    | 9    | 2     | 10    |
| West                                                                     |        |                |      |      |       |       |
| #8                                                                       | xy     | Wisconsin      | 7    | 2    | 10    | 3     |
| #18                                                                      | x      | Minnesota      | 7    | 2    | 10    | 2     |
| #16                                                                      |        | Iowa           | 6    | 3    | 9     | 3     |
|                                                                          |        | Illinois       | 4    | 5    | 6     | 6     |
|                                                                          |        | Purdue         | 3    | 6    | 4     | 8     |
|                                                                          |        | Nebraska       | 3    | 6    | 5     | 7     |
|                                                                          |        | Northwestern   | 1    | 8    | 3     | 9     |
| Finale de Conférence le 7 déc. 2019 : #1 Ohio State 34 - 21 #8 Wisconsin |        |                |      |      |       |       |

| Big 12 Conference                                                     |        |                |      |      |       |       |
| Équipe                                                                | Équipe | Équipe         | Conf | Conf | Total | Total |
| Équipe                                                                | Équipe | Équipe         | V    | D    | V     | D     |
| #4                                                                    | y§^    | Oklahoma       | 9    | 1    | 12    | 1     |
| #7                                                                    | y      | Baylor         | 8    | 2    | 11    | 2     |
| #25                                                                   |        | Oklahoma State | 5    | 4    | 8     | 4     |
|                                                                       |        | Kansas State   | 5    | 4    | 8     | 4     |
|                                                                       |        | Iowa State     | 5    | 4    | 7     | 5     |
|                                                                       |        | Texas          | 5    | 4    | 7     | 5     |
|                                                                       |        | West Virginia  | 3    | 6    | 5     | 7     |
|                                                                       |        | Texas Tech     | 3    | 6    | 5     | 7     |
|                                                                       |        | TCU            | 2    | 7    | 4     | 8     |
|                                                                       |        | Kansas         | 1    | 9    | 3     | 9     |
| Finale de Conférence le 7 déc. 2019 : #7 Baylor 23 -30 #6 Oklahoma1et |        |                |      |      |       |       |

| Conference USA                                                    |        |                  |      |      |       |       |
| Équipe                                                            | Équipe | Équipe           | Conf | Conf | Total | Total |
| Équipe                                                            | Équipe | Équipe           | V    | D    | V     | D     |
| East                                                              |        |                  |      |      |       |       |
|                                                                   | xy§    | Florida Atlantic | 7    | 1    | 10    | 3     |
|                                                                   |        | Marshall         | 6    | 2    | 8     | 4     |
|                                                                   |        | Western Kentucky | 6    | 2    | 8     | 4     |
|                                                                   |        | Charlotte        | 5    | 3    | 7     | 5     |
|                                                                   |        | Middle Tennessee | 3    | 5    | 4     | 8     |
|                                                                   |        | FIU              | 3    | 5    | 6     | 6     |
|                                                                   |        | Old Dominium     | 0    | 8    | 1     | 11    |
| West                                                              |        |                  |      |      |       |       |
|                                                                   | x§     | UAB              | 6    | 2    | 9     | 4     |
|                                                                   | x      | Louisiana Tech   | 6    | 2    | 9     | 3     |
|                                                                   |        | Southern Miss    | 5    | 3    | 7     | 5     |
|                                                                   |        | North Texas      | 3    | 4    | 4     | 7     |
|                                                                   |        | UTSA             | 3    | 4    | 4     | 7     |
|                                                                   |        | Rice             | 3    | 5    | 3     | 9     |
|                                                                   |        | UTEP             | 0    | 8    | 1     | 11    |
| Finale de Conférence le 7 déc. 2019 : Florida Atlantic 49 - 6 UAB |        |                  |      |      |       |       |

| Mid-American Conference                                                   |        |                   |      |      |       |       |
| Équipe                                                                    | Équipe | Équipe            | Conf | Conf | Total | Total |
| Équipe                                                                    | Équipe | Équipe            | V    | D    | V     | D     |
| East                                                                      |        |                   |      |      |       |       |
|                                                                           | xy§    | Miami (Ohio)      | 7    | 2    | 8     | 5     |
|                                                                           |        | Ohio              | 5    | 3    | 6     | 6     |
|                                                                           |        | Buffalo           | 5    | 3    | 7     | 5     |
|                                                                           |        | Kent State        | 5    | 3    | 6     | 6     |
|                                                                           |        | Bowling Green     | 2    | 6    | 3     | 9     |
|                                                                           |        | Akron             | 0    | 8    | 0     | 12    |
| West                                                                      |        |                   |      |      |       |       |
|                                                                           | xy     | Central Michigan  | 6    | 3    | 8     | 5     |
|                                                                           |        | Western Michigan  | 5    | 3    | 7     | 5     |
|                                                                           |        | Ball State        | 4    | 4    | 5     | 7     |
|                                                                           |        | Northern Illinois | 4    | 4    | 5     | 7     |
|                                                                           |        | Eastern Michigan  | 3    | 5    | 6     | 6     |
|                                                                           |        | Toledo            | 2    | 5    | 6     | 6     |
| Finale de Conférence le 7 déc. 2019 : Miami (Ohio) 27-21 Central Michigan |        |                   |      |      |       |       |

| Mountain West Conference                                           |        |                 |      |      |       |       |
| Équipe                                                             | Équipe | Équipe          | Conf | Conf | Total | Total |
| Équipe                                                             | Équipe | Équipe          | V    | D    | V     | D     |
| Mountain                                                           |        |                 |      |      |       |       |
| #19                                                                | xy§    | Boise State     | 9    | 0    | 12    | 1     |
|                                                                    |        | Air Force       | 7    | 1    | 10    | 2     |
|                                                                    |        | Utah State      | 6    | 2    | 7     | 5     |
|                                                                    |        | Wyoming         | 4    | 4    | 7     | 5     |
|                                                                    |        | Colorado State  | 3    | 5    | 4     | 8     |
|                                                                    |        | New Mexico      | 0    | 8    | 2     | 10    |
| West                                                               |        |                 |      |      |       |       |
|                                                                    | xy     | Hawaii          | 5    | 4    | 9     | 5     |
|                                                                    |        | San Diego State | 5    | 3    | 9     | 3     |
|                                                                    |        | Nevada          | 4    | 4    | 7     | 5     |
|                                                                    |        | San Jose State  | 2    | 6    | 5     | 7     |
|                                                                    |        | UNLV            | 2    | 6    | 4     | 8     |
|                                                                    |        | Fresno State    | 2    | 6    | 4     | 8     |
| Finale de Conférence le 7 déc. 2019 Hawaii 10 - 31 #19 Boise State |        |                 |      |      |       |       |

| Pacific-12 Conference                                            |        |                  |      |      |       |       |
| Équipe                                                           | Équipe | Équipe           | Conf | Conf | Total | Total |
| Équipe                                                           | Équipe | Équipe           | V    | D    | V     | D     |
| North                                                            |        |                  |      |      |       |       |
| #6                                                               | xy§    | Oregon           | 9    | 1    | 11    | 2     |
|                                                                  |        | California       | 4    | 5    | 7     | 5     |
|                                                                  |        | Washington       | 4    | 5    | 7     | 5     |
|                                                                  |        | Oregon State     | 4    | 5    | 5     | 7     |
|                                                                  |        | Washington State | 3    | 6    | 6     | 6     |
|                                                                  |        | Stanford         | 3    | 6    | 4     | 8     |
| South                                                            |        |                  |      |      |       |       |
| #11                                                              | xy     | Utah             | 8    | 2    | 11    | 2     |
| #22                                                              |        | USC              | 7    | 2    | 8     | 4     |
|                                                                  |        | Arizona State    | 4    | 5    | 7     | 5     |
|                                                                  |        | UCLA             | 4    | 5    | 4     | 8     |
|                                                                  |        | Colorado         | 3    | 6    | 5     | 7     |
|                                                                  |        | Arizona          | 2    | 7    | 4     | 8     |
| Finale de Conférence le 6 déc. 2019 : #13 Oregon 37 - 15 #5 Utah |        |                  |      |      |       |       |

| Southeastern Conference (SEC)                                   |        |                        |      |      |       |       |
| Équipe                                                          | Équipe | Équipe                 | Conf | Conf | Total | Total |
| Équipe                                                          | Équipe | Équipe                 | V    | D    | V     | D     |
| East                                                            |        |                        |      |      |       |       |
| #5                                                              | xy     | Georgia                | 7    | 1    | 11    | 1     |
| #9                                                              |        | Florida                | 6    | 2    | 10    | 2     |
|                                                                 |        | Tennessee              | 5    | 3    | 7     | 5     |
|                                                                 |        | Kentucky               | 3    | 5    | 7     | 5     |
|                                                                 |        | Missouri≈≈             | 3    | 5    | 6     | 6     |
|                                                                 |        | South Carolina         | 3    | 5    | 4     | 8     |
|                                                                 |        | Vanderbilt             | 1    | 7    | 3     | 9     |
| West                                                            |        |                        |      |      |       |       |
| #1                                                              | xy§^   | LSU                    | 8    | 0    | 12    | 0     |
| #13                                                             |        | Alabama                | 6    | 2    | 10    | 2     |
| #12                                                             |        | Auburn                 | 5    | 3    | 9     | 3     |
|                                                                 |        | Texas A&M              | 4    | 4    | 7     | 5     |
|                                                                 |        | Mississippi State      | 3    | 5    | 6     | 6     |
|                                                                 |        | Ole Miss (Mississippi) | 2    | 6    | 4     | 8     |
|                                                                 |        | Arkansas               | 0    | 8    | 2     | 10    |
| Finale de Conférence le 7 déc. 2019 : #4 Georgia 10 - 37 #2 LSU |        |                        |      |      |       |       |

| Sun Belt Conference                                                         |        |                   |      |      |       |       |
| Équipe                                                                      | Équipe | Équipe            | Conf | Conf | Total | Total |
| Équipe                                                                      | Équipe | Équipe            | V    | D    | V     | D     |
| East                                                                        |        |                   |      |      |       |       |
| #20                                                                         | x§     | Appalachian State | 8    | 1    | 12    | 1     |
|                                                                             |        | Georgia Southern  | 5    | 3    | 7     | 5     |
|                                                                             |        | Georgia State     | 4    | 4    | 7     | 5     |
|                                                                             |        | Troy              | 3    | 5    | 5     | 7     |
|                                                                             |        | Coastal Carolina  | 2    | 6    | 5     | 7     |
| West                                                                        |        |                   |      |      |       |       |
|                                                                             | x      | Louisiana         | 7    | 2    | 10    | 3     |
|                                                                             |        | Arkansas State    | 5    | 3    | 7     | 5     |
|                                                                             |        | Louisiana-Monroe  | 4    | 4    | 5     | 7     |
|                                                                             |        | Texas State       | 2    | 6    | 3     | 9     |
|                                                                             |        | South Alabama     | 1    | 7    | 2     | 10    |
| Finale de Conférence le 7 déc. 2019 : #21 Appalachian State 48-35 Louisiana |        |                   |      |      |       |       |

| Independents |        |                     |       |       |
| Équipe       | Équipe | Équipe              | Total | Total |
| Équipe       | Équipe | Équipe              | V     | D     |
| #15          |        | Notre Dame          | 10    | 2     |
|              |        | Liberty             | 7     | 5     |
|              |        | Brigham Young (BYU) | 7     | 5     |
|              |        | Army                | 5     | 8     |
|              |        | New Mexico State    | 2     | 10    |
|              |        | UMass               | 1     | 11    |

### Finales de conférence
| Conférences                  | Stades                                                | Finalistes                      | Finalistes                   | Scores  |
| ---------------------------- | ----------------------------------------------------- | ------------------------------- | ---------------------------- | ------- |
| American Athletic Conference | Liberty Bowl Memorial Stadium, Memphis (Tennessee)    | #20 Cincinnati (East)           | #17 Memphis (West)           | 24 - 29 |
| Atlantic Coast Conference    | Bank of America Stadium, Charlotte (Caroline du Nord) | #3 Clemson (Atlantic)           | #23 Virginia (Coastal)       | 62 - 17 |
| Big Ten Conference           | Lucas Oil Stadium, Indianapolis (Indiana)             | #8 Wisconsin (West)             | #1 Ohio State (East)         | 21 - 34 |
| Big 12 Conference            | AT&T Stadium, Arlington (Texas)                       | #6 Oklahoma (1re tête de série) | #7 Baylor (2e tête de série) | 30ET23  |
| Conference USA               | FAU Stadium, Boca Raton (Floride)                     | Florida Atlantic (East)         | UAB (West)                   | 49 - 06 |
| Mid-American Conference      | Ford Field, Détroit (Michigan)                        | Central Michigan (West)         | Miami (OH) (East)            | 21 - 27 |
| Mountain West Conference     | Albertsons Stadium, Boise (Idaho)                     | Boise State (Mountain)          | Hawaiʻi (West)               | 31 - 10 |
| Pac-12 Conference            | Levi's Stadium, Santa Clara (Californie)              | #5 Utah (South)                 | #13 Oregon (North)           | 15 - 37 |
| Southeastern Conference      | Mercedes-Benz Stadium, Atlanta (Géorgie)              | #2 LSU (West)                   | #4 Georgia (East)            | 37 - 10 |
| Sun Belt Conference          | Kidd Brewer Stadium (en), Boone (Caroline du Nord)    | Louisiana (West)                | #21 Appalachian State (East) | 38 - 45 |

### Palmares des conférences
| Conférence                   | Champions         |
| ---------------------------- | ----------------- |
| American Athletic Conference | Memphis           |
| Atlantic Coast Conference    | Clemson           |
| Big Ten Conference           | Ohio State        |
| Big 12 Conference            | Oklahoma          |
| Conference USA               | Florida Atlantic  |
| Mid-American Conference      | Miami (OH)        |
| Mountain West Conference     | Boise State       |
| Pac-12 Conference            | Oregon            |
| Southeastern Conference      | LSU               |
| Sun Belt Conference          | Appalachian State |

### Classements
| Couleur | Signification                        |
| ------- | ------------------------------------ |
| Or      | Équipe championne                    |
| Orange  | Équipe ayant participé aux play-offs |

| Place | Équipe            | V – D  |
| ----- | ----------------- | ------ |
| 1er   | LSU               | 13 - 0 |
| 2e    | Ohio State        | 13 - 0 |
| 3e    | Clemson           | 13 - 0 |
| 4e    | Oklahoma          | 12 - 1 |
| 5e    | Georgia           | 11 - 2 |
| 6e    | Oregon            | 11 - 2 |
| 7e    | Baylor            | 11 - 2 |
| 8e    | Wisconsin         | 10 - 3 |
| 9e    | Florida           | 10 - 2 |
| 10e   | Penn State        | 10 - 2 |
| 11e   | Utah              | 11 - 2 |
| 12e   | Auburn            | 09 - 3 |
| 13e   | Alabama           | 10 - 2 |
| 14e   | Michigan          | 09 - 3 |
| 15e   | Notre Dame        | 10 - 2 |
| 16e   | Iowa              | 09 - 3 |
| 17e   | Memphis           | 12 - 1 |
| 18e   | Minnesota         | 10 - 2 |
| 19e   | Boise State       | 12 - 1 |
| 20e   | Appalachian State | 12 - 1 |
| 21e   | Cincinnati        | 10 - 3 |
| 22e   | USC               | 08 - 4 |
| 23e   | Navy              | 09 - 2 |
| 24e   | Virginia          | 09 - 4 |
| 25e   | Oklahoma State    | 08 - 4 |

| Place | Équipe            | V – D  |
| ----- | ----------------- | ------ |
| 1er   | LSU               | 15 - 0 |
| 2e    | Clemson           | 14 - 1 |
| 3e    | Ohio State        | 13 - 1 |
| 4e    | Georgia           | 12 - 2 |
| 5e    | Oregon            | 12 - 2 |
| 6e    | Florida           | 11 - 2 |
| 7e    | Oklahoma          | 12 - 2 |
| 8e    | Alabama           | 11 - 2 |
| 9e    | Penn State        | 11 - 2 |
| 10e   | Minnesota         | 11 - 2 |
| 11e   | Wisconsin         | 10 - 4 |
| 12e   | Notre Dame        | 11 - 2 |
| 13e   | Baylor            | 11 - 3 |
| 14e   | Auburn            | 09 - 4 |
| 15e   | Iowa              | 10 - 3 |
| 16e   | Utah              | 11 - 3 |
| 17e   | Memphis           | 12 - 2 |
| 18e   | Michigan          | 09 - 4 |
| 19e   | Appalachian State | 13 - 1 |
| 20e   | Navy              | 11 - 2 |
| 21e   | Cincinnati        | 11 - 3 |
| 22e   | Air Force         | 11 - 2 |
| 23e   | Boise State       | 12 - 2 |
| 24e   | UCF               | 10 - 3 |
| 25e   | Texas             | 08 - 5 |

Le classement CFP est celui qui a été établi par le Comité de Sélection du College Football Playoff.
L'évolution au fil des semaines du classement CFP (ainsi que ceux des médias AP et USA Today Coaches) peut être visualisée sur la page Classements de la saison 2019 de NCAA (football américain).

## College football playoffs
Le système du College Football Playoff est utilisé pour déterminer le champion annuel de la NCAA Division I Football Bowl Subdivision. Treize experts composent un comité qui est chargé d'établir la liste des vingt-cinq meilleures équipes après les matchs des sept derniers week-ends de compétition. Les quatre premières équipes du dernier classement sont qualifiées pour jouer les demi-finales du CFP et les vainqueurs se disputent ensuite le titre lors du College Football Championship Game,.
|  | Demi-finales                                                              | Demi-finales                                                              |                  |    | Finale | Finale |
|  | Demi-finales                                                              | Demi-finales                                                              |                  |    | Finale | Finale |
|  |                                                                           |                                                                           |                  |    | | |
|  | Peach Bowl 2019 28 décembre 2019, Mercedes-Benz Stadium, Atlanta, Géorgie | Peach Bowl 2019 28 décembre 2019, Mercedes-Benz Stadium, Atlanta, Géorgie |                  |    | College Football Championship Game 2020 13 janvier 2020, Mercedes-Benz Superdome, La Nouvelle-Orléans, Louisiane | College Football Championship Game 2020 13 janvier 2020, Mercedes-Benz Superdome, La Nouvelle-Orléans, Louisiane |
|  | Peach Bowl 2019 28 décembre 2019, Mercedes-Benz Stadium, Atlanta, Géorgie | Peach Bowl 2019 28 décembre 2019, Mercedes-Benz Stadium, Atlanta, Géorgie |                  |    | College Football Championship Game 2020 13 janvier 2020, Mercedes-Benz Superdome, La Nouvelle-Orléans, Louisiane | College Football Championship Game 2020 13 janvier 2020, Mercedes-Benz Superdome, La Nouvelle-Orléans, Louisiane |
|  | #1 Tigers de LSU                                                          | 63                                                                        |                  |    | College Football Championship Game 2020 13 janvier 2020, Mercedes-Benz Superdome, La Nouvelle-Orléans, Louisiane | College Football Championship Game 2020 13 janvier 2020, Mercedes-Benz Superdome, La Nouvelle-Orléans, Louisiane |
|  | #1 Tigers de LSU                                                          | 63                                                                        |                  |    | College Football Championship Game 2020 13 janvier 2020, Mercedes-Benz Superdome, La Nouvelle-Orléans, Louisiane | College Football Championship Game 2020 13 janvier 2020, Mercedes-Benz Superdome, La Nouvelle-Orléans, Louisiane |
|  | #4 Sooners de l'Oklahoma                                                  | 28                                                                        |                  |    | College Football Championship Game 2020 13 janvier 2020, Mercedes-Benz Superdome, La Nouvelle-Orléans, Louisiane | College Football Championship Game 2020 13 janvier 2020, Mercedes-Benz Superdome, La Nouvelle-Orléans, Louisiane |
|  | #4 Sooners de l'Oklahoma                                                  | 28                                                                        | #1 Tigers de LSU | 42 | | |
|  | Fiesta Bowl 2019 28 décembre 2019, State Farm Stadium, Glendale, Arizona  |                                                                           | #1 Tigers de LSU | 42 | | |
|  |                                                                           | #3 Tigers de Clemson                                                      | 25               |    | | |
|  | #2 Buckeyes d'Ohio State                                                  | #3 Tigers de Clemson                                                      | 25               | 23 | | |
|  | #2 Buckeyes d'Ohio State                                                  |                                                                           |                  | 23 | | |
|  | #3 Tigers de Clemson                                                      | 29                                                                        |                  |    | | |
|  | #3 Tigers de Clemson                                                      | 29                                                                        |                  |    | | |

## Bowls

### Bowls majeurs
| Bowl                                            | Date             | Lieu                                            | Équipe 1                  | Équipe 2                        | Score   |
| ----------------------------------------------- | ---------------- | ----------------------------------------------- | ------------------------- | ------------------------------- | ------- |
| Goodyear Cotton Bowl Classic                    | 28 décembre 2019 | AT&T Stadium Arlington, TX                      | #17 Tigers de Memphis     | #10 Nittany Lions de Penn State | 39 - 53 |
| Capital One Orange Bowl                         | 30 décembre 2019 | Hard Rock Stadium Miami Gardens, FA             | #9 Gators de la Floride   | #24 Cavaliers de la Virginie    | 36 - 28 |
| Rose Bowl Game Presented by Northwestern Mutual | 1er janvier 2020 | Rose Bowl Pasadena, CA                          | #6 Ducks de l'Oregon      | #8 Badgers du Wisconsin         | 28 - 27 |
| Allstate Sugar Bowl                             | 1er janvier 2020 | Mercedes-Benz Superdome La Nouvelle-Orléans, LA | #5 Bulldogs de la Géorgie | #7 Bears de Baylor              | 26 - 14 |

### Autres bowls
| Bowl                                        | Date             | Lieu                                                    | Équipe 1                        | Équipe 2                             | Score   |
| ------------------------------------------- | ---------------- | ------------------------------------------------------- | ------------------------------- | ------------------------------------ | ------- |
| Makers Wanted Bahamas Bowl                  | 20 décembre 2019 | Thomas Robinson Stadium Nassau (Bahamas)                | 49ers de Charlotte              | Bulls de Buffalo                     | 90 - 31 |
| Tropical Smoothie Cafe Frisco Bowl          | 20 décembre 2019 | Toyota Stadium Frisco (Texas)                           | Golden Flashes de Kent State    | Aggies d'Utah State                  | 51 - 41 |
| New Mexico Bowl                             | 21 décembre 2019 | Dreamstyle Stadium Albuquerque (Nouveau-Mexique)        | Chippewas de Central Michigan   | Aztecs de San Diego State            | 11 - 48 |
| AutoNation Cure Bowl                        | 21 décembre 2019 | Exploria Stadium Orlando (Floride)                      | Flames de Liberty               | Eagles de Georgia Southern           | 23 - 16 |
| Cheribundi Boca Raton Bowl                  | 21 décembre 2019 | FAU Stadium Boca Raton (Floride)                        | Owls de Florida Atlantic        | Mustangs de SMU                      | 52 - 28 |
| Raycom Media Camellia Bowl                  | 21 décembre 2019 | Cramton Bowl Montgomery (Alabama)                       | Panthers de FIU                 | Red Wolves d'Arkansas State          | 26 - 34 |
| Mitsubishi Motors Las Vegas Bowl            | 21 décembre 2019 | Sam Boyd Stadium Las Vegas (Nevada)                     | Huskies de Washington           | #19 Broncos de Boise State           | 38 - 07 |
| R+L Carriers New Orleans Bowl               | 21 décembre 2019 | Mercedes-Benz Superdome La Nouvelle-Orléans (Louisiane) | Blazers de l'UAB                | #20 Mountaineers d'Appalachian State | 17 - 31 |
| Bad Boy Mowers Gasparilla Bowl              | 23 décembre 2019 | Raymond James Stadium Tampa (Floride)                   | Thundering Herd de Marshall     | Knights d'UCF                        | 25 - 48 |
| SoFi Hawaii Bowl                            | 24 décembre 2019 | Aloha Stadium Honolulu (Hawaï)                          | Cougars de BYU                  | Rainbow Warriors d'Hawaï             | 34 - 38 |
| Walk-On's Independence Bowl                 | 26 décembre 2019 | Independence Stadium Shreveport (Louisiane)             | Bulldogs de Louisiana Tech      | Hurricanes de Miami                  | 14 -0   |
| Quick Lane Bowl                             | 26 décembre 2019 | Ford Field Detroit (Michigan)                           | Eagles d'Eastern Michigan       | Panthers de Pittsburgh               | 30 - 34 |
| Military Bowl presented by Northrop Grunman | 27 décembre 2019 | Navy-Marine Corps Memorial Stadium Annapolis (Maryland  | Owls de Temple                  | Tar Heels de la Caroline du Nord     | 13 - 55 |
| New Era Pinstripe Bowl                      | 27 décembre 2019 | Yankee Stadium Bronx,New York (New York)                | Spartans de Michigan State      | Demon Deacons de Wake Forest         | 27- 24  |
| Academy Sports + Outdoors Texas Bowl        | 27 décembre 2019 | NRG Stadium Houston (Texas)                             | #25 Cowboys d'Oklahoma State    | Aggies de Texas A&M                  | 21 - 24 |
| San Diego County Credit Union Holiday Bowl  | 27 décembre 2019 | SDCCU Stadium San Diego (Californie)                    | #16 Hawkeyes de l'Iowa          | #22 Trojans d'USC                    | 49 - 24 |
| Cheez-It Bowl                               | 27 décembre 2019 | Chase Field Phoenix (Arizona)                           | Falcons de l'Air Force          | Cougars de Washington State          | 31 - 21 |
| Camping World Bowl                          | 28 décembre 2019 | Camping World Stadium Orlando (Floride)                 | Cyclones d'Iowa State           | #15 Fighting Irish de Notre-Dame     | 90 - 33 |
| Servpro First Responder Bowl                | 30 décembre 2019 | Gerald J. Ford Stadium University Park (Texas)          | Broncos de Western Michigan     | Hilltoppers de Western Kentucky      | 20 - 23 |
| Franklin American Mortgage Music City Bowl  | 30 décembre 2019 | Nissan Stadium Nashville (Tennessee)                    | Bulldogs de Mississippi State   | Cardinals de Louisville              | 28 - 38 |
| Redbox Bowl                                 | 30 décembre 2019 | Levi's Stadium Santa Clara (Californie)                 | Fighting Illini de l'Illinois   | Golden Bears de la Californie        | 20- 35  |
| Belk Bowl                                   | 31 décembre 2019 | Bank of America Stadium Charlotte (Caroline du Nord)    | Wildcats du Kentucky            | Hokies de Virginia Tech              | 37 - 30 |
| Tony the Tiger Sun Bowl                     | 31 décembre 2019 | Sun Bowl Stadium El Paso (Texas)                        | Sun Devils d'Arizona State      | Seminoles de Florida State           | 20 - 14 |
| AutoZone Liberty Bowl                       | 31 décembre 2019 | Liberty Bowl Memorial Stadium Memphis (Tennessee)       | #23 Midshipmen de la Navy       | Wildcats de Kansas State             | 20 - 17 |
| Nova Home Loans Arizona Bowl                | 31 décembre 2019 | Arizona Stadium Tucson (Arizona)                        | Cowboys du Wyoming              | Panthers de Georgia State            | 38 - 17 |
| Valero Alamo Bowl                           | 31 décembre 2019 | Alamodome San Antonio (Texas)                           | Longhorns du Texas              | #11 Utes de l'Utah                   | 38 - 10 |
| VRBO Citrus Bowl                            | 1er janvier 2020 | Camping World Stadium Orlando (Floride)                 | #14 Wolverines du Michigan      | #13 Crimson Tide de l'Alabama        | 16 - 35 |
| Outback Bowl                                | 1er janvier 2020 | Raymond James Stadium Tampa (Floride)                   | #18 Golden Gophers du Minnesota | #12 Tigers d'Auburn                  | 31 - 24 |
| TicketSmarter Birmingham Bowl               | 2 janvier 2020   | Legion Field Birmingham (Alabama)                       | Eagles de Boston College        | #21 Bearcats de Cincinnati           | 60 - 38 |
| TaxSlayer Gator Bowl                        | 2 janvier 2020   | TIAA Bank Field Jacksonville (Floride)                  | Volunteers du Tennessee         | Hoosiers de l'Indiana                | 23 - 22 |
| Famous Idaho Potato Bowl                    | 3 janvier 2020   | Albertsons Stadium Boise (Idaho)                        | Bobcats de l'Ohio               | Wolf Pack du Nevada                  | 30 - 21 |
| Lockheed Martin Armed Forces Bowl           | 4 janvier 2020   | Amon G. Carter Stadium Fort Worth (Texas)               | Green Wave de Tulane            | Golden Eagles de Southern Miss       | 30 - 13 |
| LendingTree Bowl                            | 6 janvier 2020   | Ladd–Peebles Stadium Mobile, (Alabama)                  | RedHawks de Miami               | Ragin' Cajuns de Louisiane           | 17 - 27 |

### Statistiques des bowls par conférences
| Conférence     | # de Bowls (Vic. - Déf.) |
| -------------- | ------------------------ |
| SEC            | 10 (8 - 2)               |
| ACC            | 11 (4 - 7)               |
| Conference USA | 08 (3 - 5)               |
| Pac-12         | 07 (4 - 3)               |
| Big Ten        | 09 (4 - 5)               |
| Big 12         | 06 (1 - 5)               |
| AAC            | 07 (4 - 3)               |
| Mountain West  | 07 (4 - 3)               |
| MAC            | 07 (3 - 4)               |
| Sun Belt       | 05 (3 - 2)               |
| Indépendants   | 03 (2 - 1)               |

## Récompenses

### Trophée Heisman
Le Trophée Heisman récompense le joueur universitaire «le plus remarquable».
| Joueurs finalistes | Équipes               | Postes | Points |
| ------------------ | --------------------- | ------ | ------ |
| Joe Burrow         | Tigers de LSU         | QB     | 2 608  |
| Jalen Hurts        | Sooners de l'Oklahoma | QB     | 762    |
| Chase Young        | Buckeyes d'Ohio State | DE     | 747    |

### Autres trophées
| Dénomination du trophée                                                                | Joueur               | Poste    | Équipe                      | Réf.   |
| -------------------------------------------------------------------------------------- | -------------------- | -------- | --------------------------- | ------ |
| Trophée Associated Press (meilleur joueur de la saison)                                | Joe Burrow           | QB       | Tigers de LSU               |        |
| Maxwell Award (meilleur joueur de la saison)                                           | Joe Burrow           | QB       | Tigers de LSU               |        |
| Trophée Sporting News (meilleur joueur de la saison)                                   | Joe Burrow           | QB       | Tigers de LSU               |        |
| Walter Camp Award (meilleur joueur de la saison)                                       | Joe Burrow           | QB       | Tigers de LSU               |        |
| Trophée Burlsworth (meilleur joueur ayant commencé sa carrière NCAA comme « walk-on ») | Kenny Willekes (en)  | DE       | Spartans de Michigan State  | [ 16 ] |
| Paul Hornung Award (en)                                                                | Lynn Bowden Jr. (en) | WR/KR/QB | Wildcats du Kentucky        | [ 17 ] |
| Trophée William V. Campbell                                                            | Justin Herbert       | QB       | Ducks de l'Oregon           | [ 18 ] |
| Trophée Wuerffel                                                                       | Jon Wassink          | QB       | Broncos de Western Michigan | [ 19 ] |
| Trophée Outland (meilleur joueur de ligne intérieur, offensif ou défensif)             | Penei Sewell         | OL       | Ducks de l'Oregon           |        |
| Trophée Jon-Cornish (meilleur joueur canadien)                                         | Chuba Hubbard (en)   | RB       | Cowboys d'Oklahoma State    | [ 20 ] |
| Quarterback                                                                            |                      |          |                             |        |
| Davey O'Brien Award                                                                    | Joe Burrow           | QB       | Tigers de LSU               |        |
| Johnny Unitas Award (senior/4e année)                                                  | Joe Burrow           | QB       | Tigers de LSU               | [ 21 ] |
| Manning Award                                                                          | Joe Burrow           | QB       | Tigers de LSU               |        |
| Running-back                                                                           |                      |          |                             |        |
| Doak Walker Award                                                                      | Jonathan Taylor      | RB       | Badgers du Wisconsin        |        |
| Wide-receiver                                                                          |                      |          |                             |        |
| Fred Biletnikoff Award                                                                 | Ja'Marr Chase        | WR       | Tigers de LSU               |        |
| Tight-end                                                                              |                      |          |                             |        |
| John Mackey Award                                                                      | Harrison Bryant (en) | TE       | Owls de Florida Atlantic    | [ 22 ] |
| Hommes de ligne                                                                        |                      |          |                             |        |
| Trophée Dave Rimington (center)                                                        | Tyler Biadasz        | C        | Badgers du Wisconsin        |        |
| Trophée Bronko Nagurski (meilleur joueur défensif)                                     | Chase Young          | DE       | Buckeyes d'Ohio State       | [ 23 ] |
| Chuck Bednarik Award (meilleur joueur défensif)                                        | Chase Young          | DE       | Buckeyes d'Ohio State       |        |
| Trophée Lott (meilleur impact défensif)                                                | Derrick Brown        | DE       | Tigers d'Auburn             |        |
| Ted Hendricks Award (meilleur joueur de la ligne défensive)                            | Chase Young          | DE       | Buckeyes d'Ohio State       |        |
| Linebacker                                                                             |                      |          |                             |        |
| Dick Butkus Award (linebacker)                                                         | Isaiah Simmons       | LB       | Tigers de Clemson           |        |
| Defensive-back                                                                         |                      |          |                             |        |
| Jim Thorpe Award                                                                       | Grant Delpit (en)    | S        | Tigers de LSU               |        |
| Équipes spéciales                                                                      |                      |          |                             |        |
| Lou Groza Award (kicker)                                                               | Rodrigo Blankenship  | K        | Bulldogs de la Géorgie      |        |
| Ray Guy Award (punter)                                                                 | Max Duffy (en)       | P        | Wildcats du Kentucky        |        |
| Jet Award (spécialiste des retours)                                                    | Joe Reed (en)        | WR       | Cavaliers de la Virginie    |        |
| Peter Mortell Award (en) (holder)                                                      | Preston Brady        | H        | Tigers de Memphis           |        |